# Piero Livi

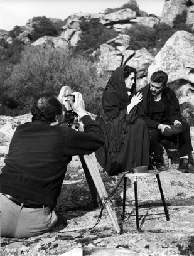
Livi am Set von "Una Storia sarda" (1962)

Piero Livi (* 1. April 1925 in Olbia; † 2. September 2015 in Rom) war ein italienischer Kurzfilmregisseur und Drehbuchautor.

## Leben
Livi leitete fast zwanzig Mal (von 1957 bis 1974) das Amateurfilmfestival Rassegna Internazionale (ab 1967 ein Festival des Unabhängigen Films) seiner Heimatstadt und wirkte als Synchronregisseur. Für das Kino drehte Livi etliche Kurzfilme und legte ein über 35 Jahre sich erstreckendes Werk von vier Spielfilmen vor. Der 1969 entstandene Pelle di bandito erzählt im Stil des Neorealismus die Geschichte von Barbagia (die auch Carlo Lizzani in Der blauäugige Bandit verfilmte); zehn Jahre später folgte eine weitere sardinische Rachegeschichte, Dove volani i corvi d'argento. 2001 erschien SOS Laribiancos über sardische Kämpfer im Russland des Ersten Weltkrieges und drei Jahre später Maria sì, die Geschichte einer Lebenskrise.

## Filmografie
- 1969: Pelle di bandito
- 1977: Dove volani i corvi d'argento
- 2001: SOS laribiancos
- 2004: Maria sì